# Vukašin Poleksić
Vukašin Poleksić est un footballeur international monténégrin né le 30 août 1982 à Nikšić en Yougoslavie (aujourd'hui au Monténégro). Il évolue au poste de gardien de but.

## Carrière
- 2000-2003 : Sutjeska Nikšić  Monténégro
- 2003-2005 : US Lecce  Italie
- 2005 : Sutjeska Nikšić  Monténégro
- jan. 2006-déc. 2007 : FC Tatabánya  Hongrie
- depuis jan. 2008 : Debrecen VSC  Hongrie
  - jan. 2014-2014 : Kecskeméti TE  Hongrie (prêt)

## Palmarès
- Champion de Hongrie en 2009 et 2010 avec Debrecen VSC
- Vainqueur de la Coupe de Hongrie en 2008 et 2010 avec Debrecen VSC
- Vainqueur de la Coupe de la Ligue hongroise en 2010 avec Debrecen VSC

## Suspension
En juin 2010, il est suspendu pour deux ans et une amende de dix mille euros pour tentative de manipulation de matches européens. Il fait aussitôt appel.